# إنزيم التخصر
إنزيم التَخَصُّر (أو إنزيم التخصر نوكلياز الداخلية) هو إنزيم يقطع شريط واحد من جزيئيات الحمض النووي الريبوزي منقوص الأكسجين (DNA) ثنائي الأشرطة، عند منطقة تعرّف معينة في سلاسل النوكليوتيد تُعرف باسم مَقَرُّ الاِقْتِطاع (موقع القطع). هذه الإنزيمات تقوم بهيدرة (تقطيع) شريط واحد فقط من ثنائية الحمض النووي الريبوزي منقوص الأكسجين، لتنتج جزيئيات صغيرة من الحمض النووي تكون "مخصّرَة"، وليست مقطوعة.
ويمكن استخدام هذه الإنزيمات في عمليات تضخيم وإزاحة الشريط،  أو في تفاعلات التضخيم بواسطة إنزيمات التخصر أو في انحلال الإكسوكلياز أو في تخليق ثغرات صغيرة،  أو في ترجمة التحززات. وقد نجحت العملية الأخيرة في الدمج بين النيوكليوتيدات المشعة والنيوكليوتيدات الفلورية والمتألقة، وهو ما أتاح دراسة مناطق معينة على الحمض النووي الريبوزي منقوص الأكسجين ثنائي الأشرطة. وقد تم دراسة أكثر من مائتي إنزيم تخصر، ثلاثة عشر منها متاحة الآن للتبادل التجاري، ويتم استخدامها بصورة روتينية في البحث العلمي والمنتجات التجارية.

## وصلات خارجية
- New England Biolabs Nicking Enzymes
- Fermentas Nicking Enzymes